# Бома (национален парк)
Национален парк „Бома“ се намира в Южен Судан, в провинцията Джункали, близо до границата с Етиопия. Обявен е за национален парк през 1979 г.
Площта му от 1981 г. е 22 800 km2. Намира се на височина от 400 до 1100 метра. Годишното количество валежи е от 600 mm на юг до 1200 mm на север.

## География
Най-близкото по-голямо населено място е Пибор Пост, северозападно от парка. 2/3 от площта на запад е равнинна и може да бъде наводнена частично през дъждовния сезон от април до декември. През областта минават много реки. На изток, в посока към границата с Етиопия, се намират единични възвишения.
Първоначално паркът е създаден за вид антилопи (Kobus kob leucotis), по-късно за Damaliscus korrigum korrigum, кафърски биволи, газели, слонове и леопарди. В парка се срещат и жирафи, зебри и източноафрикански орикси. Има и хищници – гепарди. 